# Бій за Бревіль
Бій за Бревіль (англ. Battle of Bréville) — бій, який вели британські десантники 6-ї парашутної дивізії у ході Нормандської операції. Бій тривав з 7 по 12 червня 1944 за утримання села Бревіль-ле-Мон, що знаходилося у стратегічно важливому місті на високогір'ї між річками Орн та Дів. Розташування Бревіль-ле-Мон знаходилося в такому місті, що дозволяло б німецьким військам спостерігати за усім плацдармом «Сорд», тому опанування цим об'єктом мало ключову роль для захисту британського морського десанту, що висаджувався на узбережжя Нормандії.
Розвідка союзників викрила зосередження німецьких військ у районі селища, тому британським командуванням було прийнято рішення атакувати та захопити Бревіль-ле-Мон. Після запеклих боїв протягом 5 діб з мінливим результатом, британським десантникам зі складу 12-го Йоркширського парашутного батальйону при підтримці танків та піхоти врешті вдалося опанувати село.
Після захоплення Бревіль-ле-Мон десантники утримували оборону в цьому районі до серпня 1944, забезпечуючи прикриття лівого флангу британських сил вторгнення.

## Історія

### Передумови
6 червня 1944 року 6-та повітрянодесантна дивізія майор-генерала Річарда Гейла висадилася в Нормандії, щоб забезпечити лівий фланг британської зони висадки. Основними завданнями дивізії було захоплення неушкодженого мосту через канал Кан, мосту через річку Орн, знищення артилерійської батареї у Мервілі — яка, на думку британського командування, могла своїм вогнем зірвати висадку військ союзників на плацдармі «Сорд», а також мости через річку Дів, для недопущення підходу німецьких підкріплень до зони вторгнення зі сходу.
Дві парашутні бригади дивізії, що висаджувалися в перші години 6 червня, були розкидані на величезній площі під час парашутного десантування. Більшість батальйонів змогла зібрати лише близько 60 % або менше від їхньої загальної чисельності в зонах висадки у перші години після початку операції. Однак вони виконали всі свої завдання, до того як близько 21:00 планерами прибуло посилення — 6-та планерно-десантна бригада.
На вечір Дня Д, 6-та повітряно-десантна дивізія, посилена 1-ю бригадою спеціальної служби, повинна була захищати Орнський плацдарм. Це завдання було надзвичайно непростим, оскільки їй довелося протистояти з півдня підрозділам 21-ї німецької танкової дивізії та 346-ї і 711-ї піхотних дивізій зі сходу.
Частини повітряно-десантної дивізії підготувались до утримання позицій, які вони захопили. 5-та парашутна бригада перебувала в глибині оборони дивізії й обороняла позиції східніше мосту через річку Орн. 6-та бригада утримувала південний напрямок між Лонгваль та Ерувіллеттом.

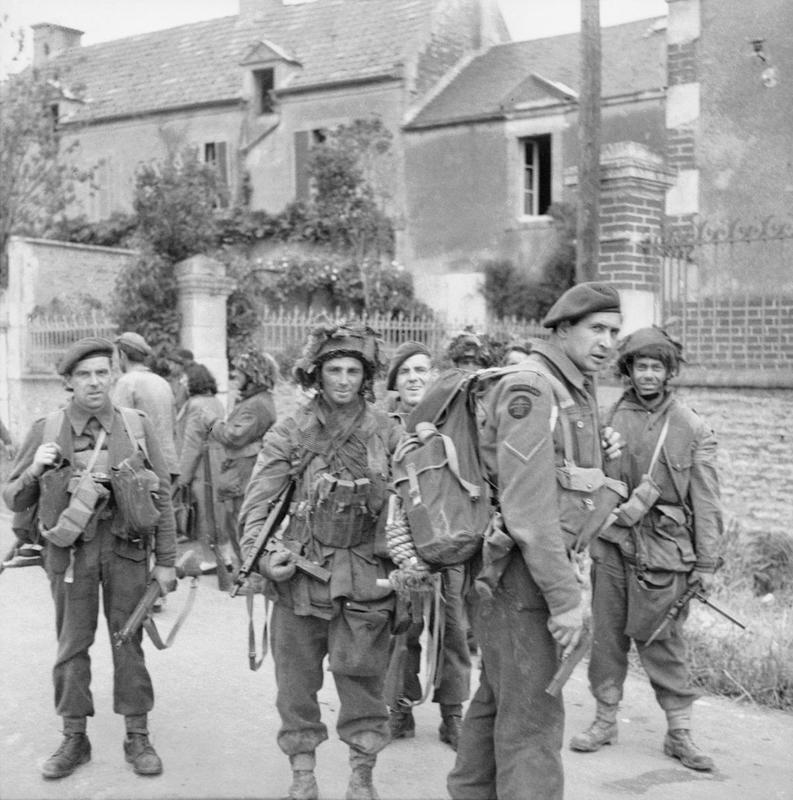
Британські десантники та командос після з'єднання в боях у Нормандії. Червень 1944

Ще дві бригади, що залишилися, окопалися по вершинах висот хребта, який грав виключно важливу роль у системі оборони здобутих плацдармів. 1-ша бригада спеціальної служби оборонялася на півночі на лінії від Гамео Огер до Ле-Плейн. У проміжку між командос та планерною бригадою займала позиції 3-тя парашутна бригада.
Водночас, поспіхом влаштована оборона займаних позицій була недосконалою, місцями в ній лишалися галявини, так невеличке село Бревіль-ле-Мон, що лежало між командос та 3-ю парашутною бригадою досі утримувалося німецькими військами. Розташований на узвишші хребта, цей населений пункт давав німцям можливість вести спостереження не лишень до Ранвіля, що виявився в центрі британських позицій, а й за двома захопленими мостами і навіть за плацдармом «Сорд».

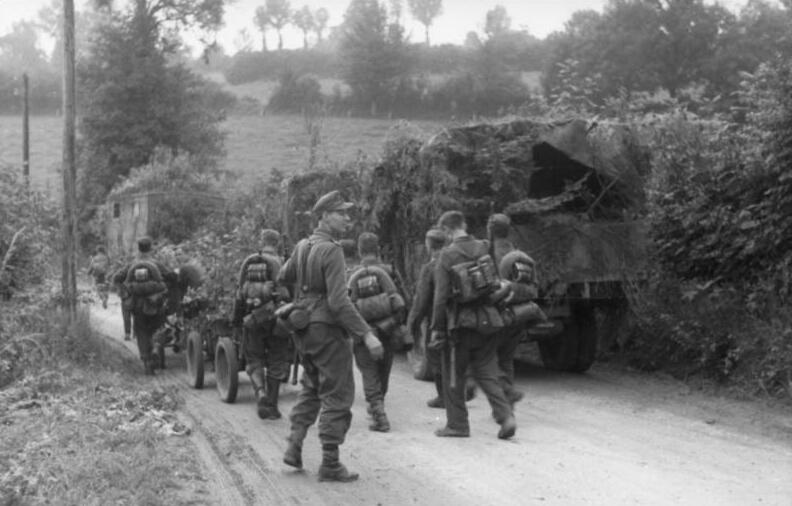
Німецькі підрозділи висуваються до зони висадки союзників у Франції. Червень 1944

### Бій

#### 7-8 червня
7 червня о 01:30, 9-й парашутний батальйон 3-ї парашутної бригади, у якому було близько дев'яносто чоловіків, пройшов через незайнятий Бревіль-ле-Мон і зайняв оборону на північному кінці позицій бригади. Підрозділ отримав завдання обороняти ділянку від замку Сент-Кот, через галявину в лісі, до будинку, відомого під назвою Буа де Мон. Але нестача бійців призвела до того, що 9-м парашутним батальйоном та 6-м загоном командос залишив великий проміжок.
Зранку 8 червня підрозділи німецької 346-ї піхотної дивізії, що здійснила марш до цього району зі своєї бази в Гаврі, розпочала першу атаку силами 744-го гренадерського полку. Головний удар завдавався по позиціях 1-ї бригади спецслужб. Німці були близькими до прориву лінії оборони, і лише контратака командос 3-го загону змусила противника відступити назад. Пізніше вранці 6-й загін командос потрапив під мінометний та артилерійський обстріл з Бревіля. Командос напали і очистили село від німців, захопивши кількох полонених, кілька кулеметів та чотири артилерійські системи. Потім вони відійшли у вихідне положення. Німці знову зайняли село і утворили власні оборонні позиції, фронтом до лінії хребта, по якому оборонялися головні сили повітряно-десантної дивізії. 9-й парашутний батальйон опинився майже відрізаним від решти дивізії.
Опівдні підрозділи 857-го гренадерського полку 346-ї піхотної дивізії, атакували позиції батальйону. Перша атака була пробою сил, і пізніше того ж дня німці знову напали на ротні опорні пункти 9-го батальйону. Усі їхні спроби були відбиті.

#### 9 червня
На світанку 9 червня під нищівним мінометним обстрілом німці почали чергову атаку позицій десантників. Під прикриттям вогневого валу гітлерівці атакували британців, але парашутисти вогнем з коротких відстаней завдали їм серйозних втрат, у результаті чого німці відступили в навколишні ліси, де переформувалися і через годину почали наступний штурм позицій противника.
Тим часом, група солдатів 346-ї дивізії, що проникла через ліс, атакували місце розгортання штабу 3-ї бригади. Підполковник Теренс Отвей, командир 9-го батальйону, нашвидку організував маневрену групу, контратакував цих німців з тилу. Німецька група, опинившись під перехресним вогнем, втратила 19 людей загиблими, ще один потрапив у полон.
Ввечері бомбардувальники Королівських ПС «Стірлінг» парашутами скинули запаси для десантників, зокрема були доставлені 57-мм протитанкові гармати QF 6-pounder. До 21:00 до позицій 9-го парашутного батальйону вийшло близько 41 десантника, що вважалися до цього часу зниклими безвісти, сили батальйону нараховували вже приблизно до 200 осіб.

#### 10 червня
Рано-вранці 10 червня розвідувальний патруль 13-го парашутного батальйону повідомив про зосередження у Бревілі великої кількості військ вермахту. О 08:00 почався масований артилерійський та мінометний обстріл по лінії оборони 1-ї бригади спецслужб, тоді як 857-й гренадерський полк, який зосередився в селі, атакував позиції 6-го загону командос. До 10:30 атака на командос була відбита, втім на сусідніх позиціях 4-го загону командос бій перейшов у рукопашний, поки атака німців не була остаточно відбита. Протягом дня командос довелося ще двічі відбивати атаки вермахту з півночі та з Бревіля.

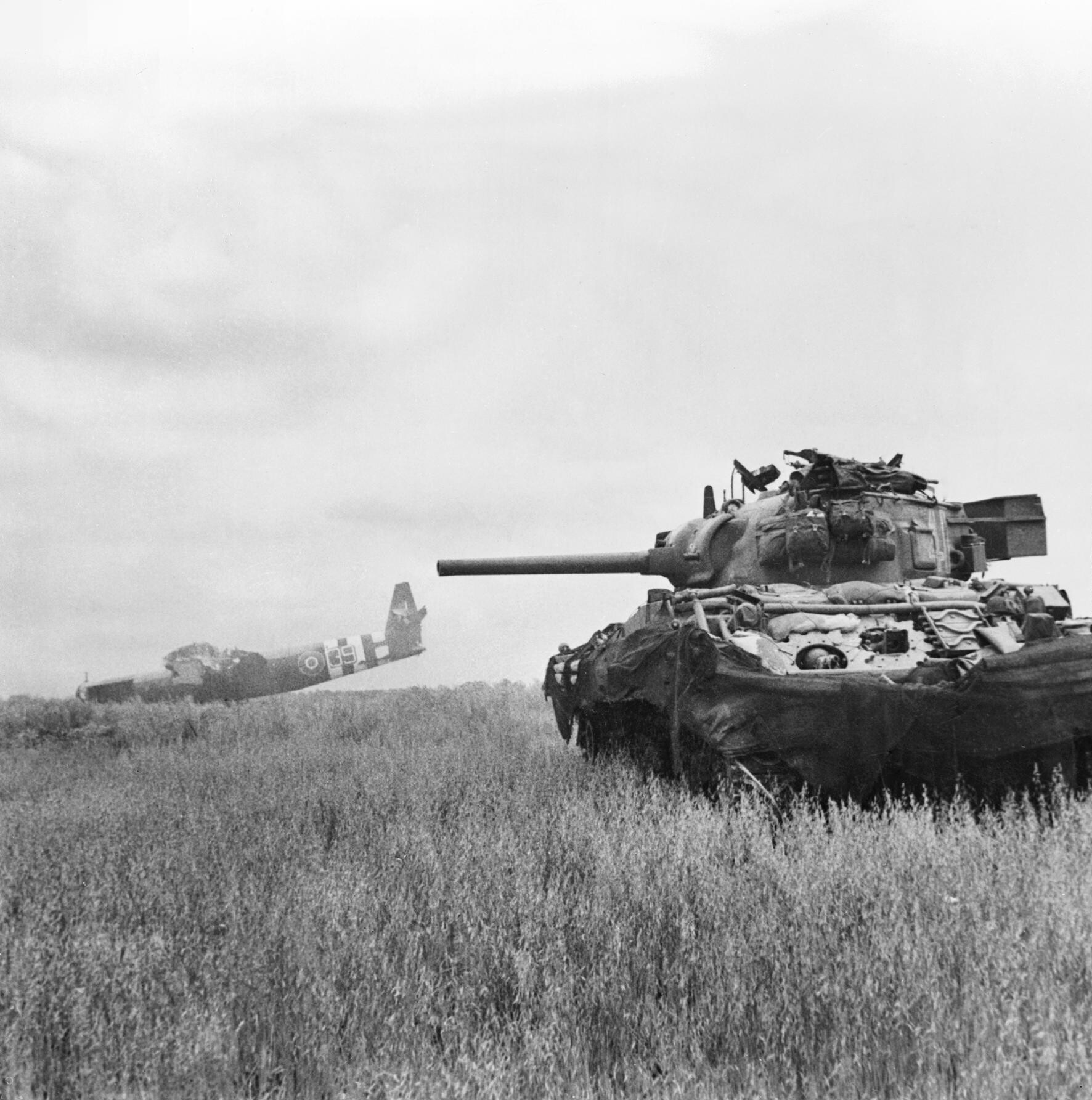
Британський «Шерман» у боях за Бревіль. 10 червня 1944

О 09:00 один батальйон 857-го гренадерського полку підійшов до позицій 5-ї парашутної бригади. Британським десантникам довелося відбивати запеклі атаки, німці були лише в 50 метрах від їхніх окопів, доки атака не захлинулася. Нечисленні вцілілі втекли в довколишній ліс.
Об 11:00 німці знову напали на позицію 9-го парашутного батальйону, але цього разу атака була погано організована й її легко відбили. Вдень значна німецька група окупувала Шато і використовувала його як базу для підготовки штурму за підтримки самохідних артилерійських установок на британський батальйон. Бій набув значного розжарення; коли не залишилося мінометних боєприпасів, англійцям довелося використовувати свої PIAT і кулемети, щоб зупинити атаку.
Незабаром розпочалася наступна атака вермахту. Силами 2-го батальйону 857-го гренадерського полку, 1-го та 2-го батальйони 858-ого гренадерського полку та кількох рот 744-го гренадерського полку за підтримки танків та бронеавтомобілів німецьке командування намагалося прорватися крізь слабку британську оборону на стику між підрозділами командос та 3-ю парашутною бригадою до Ранвіля.
Бій точився з великим напруженням, іноді штурм переходив у рукопашні сутички, навіть артилерійська підтримка 152-мм гармат британського крейсера «Арет'юза» не зупиняла німців. Під час атаки було вбито більшість німців, решта захоплена полоненими. Одним із взятих ув'язнених був командир 2-го батальйону 857-го гренадерського полку, який повідомив, що «його полк був знищений у боях проти повітрянодесантної дивізії». Не здобувши успіху на цьому напрямку, німці перенацілілися на рубіж оборони 1-го канадського парашутного батальйону, але були зупинені артилерійським вогнем, і дві наступні спроби атакувати були відбити з великими втратами для гітлерівців. Пізніше о 23:00 9-й десантний парашутний батальйон пробився до Шато, який протягом ночі обороняв, відбиваючи кілька невеликих штурмів противника.
Беззупинні атаки німців примусили командира I корпусу лейтенант-генерала Джона Крокера посилити 6-ту повітрянодесантну дивізію. Отже 51-ша (Високогірська) піхотна дивізія отримала наказ узяти під контроль сектор південніше Орнського плацдарму. Одночасно на посилення 3-ї парашутної бригади прибув 5-й батальйон «Чорних вартових». Цей підрозділ прибув на позиції 9-го парашутного батальйону, де розпочав підготовку до атаки на Бревіль наступного дня.

#### 11 червня
О 04:30 11 червня за підтримки вогню гармат і мінометів десантники та гірські стрільці почали атаку Бревіля. Щоб прорватися до селища 19-му батальйону потрібно було подолати 250 метрів відкритої місцевості, і коли вони наблизилися до села, британська артилерія припинила вогонь. Відразу ж німці відкрили вогонь впритул з усіх свої гармат, мінометів та кулеметів. Один рота була повністю знищена німецьким кулеметним вогнем, коли вона атакувала відкритим простором. Наразившись на такий щільний вогонь, батальйон втратив близько 200 чоловіків, атака була відбита. Вцілілі відступили до Шато, але негайно були контратаковані 3-м батальйоном 858-го німецького піхотного полку, який сам зазнав важких втрат.
На посилення піхотного угруповання британське командування відправило три взводи танків 13-го та 18-го полку Королівських гусар. Однак, при черговій спробі атакувати три британські танки були відразу підбити з укриття замаскованими штурмгешуц. Після таких втрат, обидві сторони припинили подальші спроби атакувати й розпочали укріплюватися на зайнятих рубежах.

#### 12 червня
Опівдні 12 червня всі позиції 3-ї парашутної бригади потрапили під артилерійський та мінометний вогонь німців, які о 15:00 перейшли в атаку на союзників. Один німецький батальйон атакував 1-й канадський парашутний батальйон, ще один, підтримуваний шістьма танками і самохідними гарматами, атакував 9-й парашутний батальйон і 5-й батальйон «Чорних вартових». Бій за Шато коштував гірським стрільцям дев'яти підбитих бронетранспортерів Universal Carrier і знищенням усіх протитанкових гармат. Не зумівши встояти, під тиском противника британці були змушені відійти до Буа де Мон, приєднавшись до 9-го парашутного батальйону, який відбивав атаку німецької бронетехніки. В результаті запеклого бою загинули або були поранені останні військові в кулеметному та протитанковому взводах. З протитанкових засобів лишився одна обслуга PIAT. Німецька піхота практично опанувала позиції противника, на відбиття цієї атаки в бій були кинути останні резерви. Бригадир Джеймс Гілл особисто керував контратакою сорока десантників з канадського батальйону, які відбили німців. До 20:00 територія, яку захищали два батальйони, була очищена від ворога, а лінія фронту була відновлена.
Командир дивізії генерал Гейл дійшов висновку, що для зняття тиску на дивізію йому доведеться взяти Бревіль. Єдиним резервом дивізії лишалися 12-й парашутний батальйон (350 осіб) та рота «D» 12-го батальйону Девонширського полку (86 осіб). 22-га окрема парашутна рота, дивізійні «патфайндери», перебували у останньому резерві командира дивізії й мали вступати в бій у крайньому випадку, якщо нічого іншого не залишиться. Вогневу підтримку забезпечували батальйон танків 13-го / 18-го Королівського полку гусарів, три полки польової артилерії, озброєні 88-мм гарматами QF 25-pounder, артилерійський полк 5,5-дюймових гармат та власна артилерія дивізії. Атака на Бревіль планувалася на 22:00.
О 21:50 британська артилерія розпочала вогневу підготовку атаки; у відповідь німецькі гармати та міномети відкрили вогонь по британській піхоті, що готувалася атакувати. Вогонь тривав протягом наступних п'ятнадцяти хвилин, поки перерва в німецькому обстрілі не дозволила їм перейти до активних дій. Британці перейшли в наступ, але щільний вогонь противника вивів зі строю усіх офіцерів та сержантів. Наслідком артилерійської дуелі стала загибель або поранення значної кількості офіцерів, зокрема були поранені два командири бригад Симона Фрезера і Г'ю Кіндерслі, що спостерігали за наступом. Попри нищівній стрілянині британські десантники та командос продовжували рватися до селище, і нарешті лише чотири десятки десантників прорвалися до околиці Бревіля, де закріпилися. О 02:00 13 червня на позицію роти «С», що утримувала перехрестя доріг прорвалося декілька танків, пізніше підійшов 51 військовик 22-ї окремої парашутної роти.
До ранку 12 червня Бревіль нарешті був здобутий з колосальними втратами, в третій раз після висадки союзників у Нормандії. Але сили тих, що перемогли були в мінімальній кількості, і не були спроможні захистити від німецької контратаки, тому незабаром 1-й батальйон Королівських ольстерських стрільців 6-ї бригади був терміново відправлений на посилення до Бревіля, щоб перейняти на себе оборону позицій уцілілих у ході атаки.

## Наслідки
Останній бій за Бревіль обійшовся дуже дорого для обох сторін. Лише британський 12-й парашутний батальйон загиблими втратив 126 чоловіків, його три роти мали у строю тільки 35 осіб. Усі офіцери або воррент-офіцери були вбиті або поранені, жодного вцілілого не залишилось. Німецькі війська також зазнали колосальних втрат. Так 3-й батальйон 858-го гренадерського полку до нападу британців мав 564 чоловіки, на момент захоплення селища їх залишилося лише 146.
Проте, британцям вдалося перемогти в цій битві. Лівий фланг зони вторгнення тепер був захищеним. Німці не мали сил щоби вибити противника з цих позицій, і наступні два місяці бойові дії, що точилися навколо, мали переважно локальний позиційний характер. Лише 17 серпня британська армія перетнула Дів і розпочала переможний наступ вглиб Франції. До 26 серпня британці і канадці досягли Онфлера в гирлі річки Сени, захопивши понад 1000 полонених і звільнивши 1000 квадратних кілометрів Франції.